# ترتيب ولادي

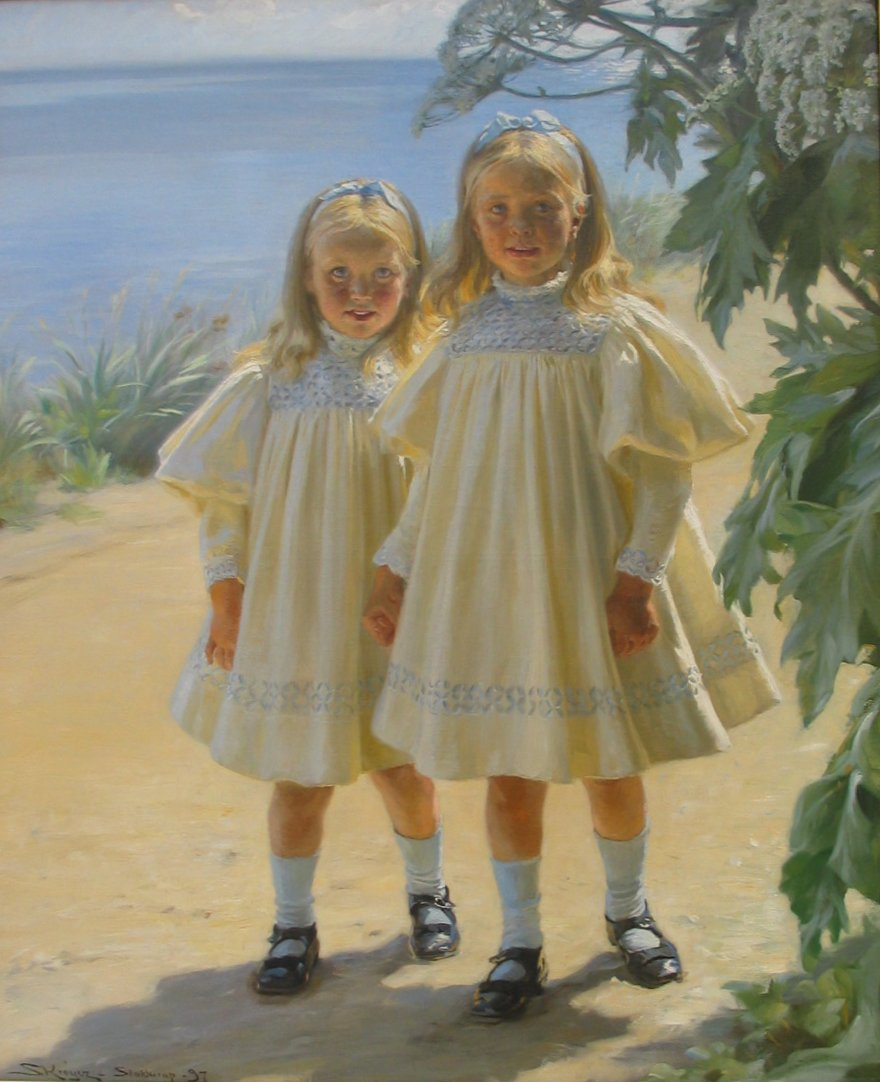
تعد الادّعاءات حول تأثير الترتيب بين الأولاد على سيكولوجية الإنسان سائدةَ في الأدب الأسري، إلا أنّ الدراسات وجدت بأنّ هذه التأثيرات صغيرة جدًّا إلى حد "التلاشي"

يمكن تعريف الترتيب بين الأولاد أو الترتيب الوِلادي (بالإنجليزية: Birth order) بأنه: ترتيب ولادة الطفل في العائلة، على سبيل المثال: الطفل الأول والطفل الثاني..إلخ. وغالبًا ما يعتقد البعض بأنّ الترتيب الوِلادي له أثرًا عميقًا ودائمًا على النمو النفسي للطفل، إلا أنّ هذا الادّعاء تم تحديه بشكلٍ متكرر ، حيث أشار بحث ذو دراسات متعددة بأنّ أثر الترتيب الوِلادي على الطفل يكاد يكون معدومًا أو شبه معدوم. تعد نظرية الترتيب الوِلادي مشهورةً جدًّا في علم النفس الشعبي والثقافة الشعبية بالرغم من عدم ثبوت صحتها إلى الآن ، وهذا يطابقُ أحد خصائص نظرية الزومبي (بالإنجليزية:Zombie theory).

## النظرية
يعد الطبيب النفسي النمساوي آلفرد أدلر (1870-1937) - الذي عاصر كلًّا من سيجموند فرويد وكارل جونغ - من أوائل المنظرين الذين أشاروا إلى أنّ الترتيب الوِلادي قد يؤثر على الشخصية. حيث زعم أنّ الترتيب الوِلادي قد يترك أثرًا دائمًا على نمط حياة الفرد، والذي يمكنُ تعريفه بأنه: «الطريقة النمطية التي يتعامل بها الفرد عادة مع الأمور الاجتماعية المختلفة كالصداقةِ والحبِ والعملِ وغيرها». وقد أشار أدلر أيضًا إلى أنّ الأبوين قد يقللان الاهتمام بالطفل البكر عند ولادة الطفل الثاني مما قد يؤثر على نفسية الطفل البكر بشكل دائم وقد يتسبب فيما ما يُعرف بمتلازمة الطفل الأوسط. أحيانًا يُدلل الوالدين طفلهم الاًصغر سنًّا بين إخوته أو طفلهم الوحيد بشكل مفرط مما قد يؤثر على شخصيته فيما بعد كما أشار أدلر.
كان موضوعُ تأثير الترتيب الوِلادي على تطور شخصية الطفل موضوعًا مثيرًا للجدل في علم النفس في الفترة التي عاش بها أدلر، حيث كان منتشرًا بشكل واسع بين عامة الناس، أن الترتيب الوِلادي يؤثر على شخصية الطفل تأثيرًا كبيرًا، ولكن العديد من الأطباء النفسيين عارضوا هذه الفكرة. الجدير بالذكر أن نظريةً حديثةً حول الشخصية أشارت إلى أن نظرية العناصر الخمسة الكبرى للشخصية المكونة من الانفتاح، يقظة الضمير، الانبساطية، الطيبة أو المقبولية، إضافة إلى العصابية جميعها تمثل معظم العناصر المهمة المكونة لشخصية الفرد والتي يمكن قياسها، إلا أنّ نتائج بحث تجريبي حديث أظهرت أن الترتيب الوِلادي لا يؤثر على هذه العناصر الخمسة. فضلًا على ذلك فقد أشار الطبيب النفسي الأمريكي فرانك سولواي في كتابه Born to Rabel أن الترتيب الوِلادي يؤثر بشكل كبير على عناصر الشخصية الخمسة، حيث زعم أن الطفل البكر عادةً ما يكون يقظ الضمير، ولديه نزعة للهيمنة الاجتماعية، ولكن في المقابل يكون أقل مقبولية وانفتاحًا للأفكار الجديدة مقارنة بالأطفال المولودين لاحقا.، إلا أن هناك العديد من النقاد الذين فنّدوا نظريات فرانك سولواي مثل فريد تاونسيند، وتوني فالبو، وجوديث ريتش هاريس.
و قد تضمن عددًا كاملًا من مجلة السياسة وعلوم الحياة بتاريخ سبتمبر 2000، والذي لم ينشر حتى عام 2004  بسبب تهديدات قانونية من فرانك سولواي- عدة انتقادات حول نظريات سولواي ومعطياتها، وقد سبق هذه الانتقادات الكثير من البحث الدقيق. وكشفت دراسات متعددة الفئات العمرية تم إجراؤها لاحقًا أنّ تأثير الترتيب الوِلادي على الشخصية يكاد يكون معدومًا. زيادة على ذلك فقد زعم كلٌ من مايكل إي لامب وبراين سوتون سميث في كتابهما " Sibling Relationships: Their Nature and Significance across the Lifespan، أنّ تكيفَ الافراد بشكل مستمر مع متطلبات عوامل التنشئة الاجتماعية والميول البيولوجية التي تتسم بالطابع التنافسي؛ يؤدي إما إلى تلاشي تأثير الترتيب الوِلادي، أو ثباته، أو تغيره، وهذا يعتمد على التجارب اللاحقة التي سيتعرض لها الفرد.

## الشخصية

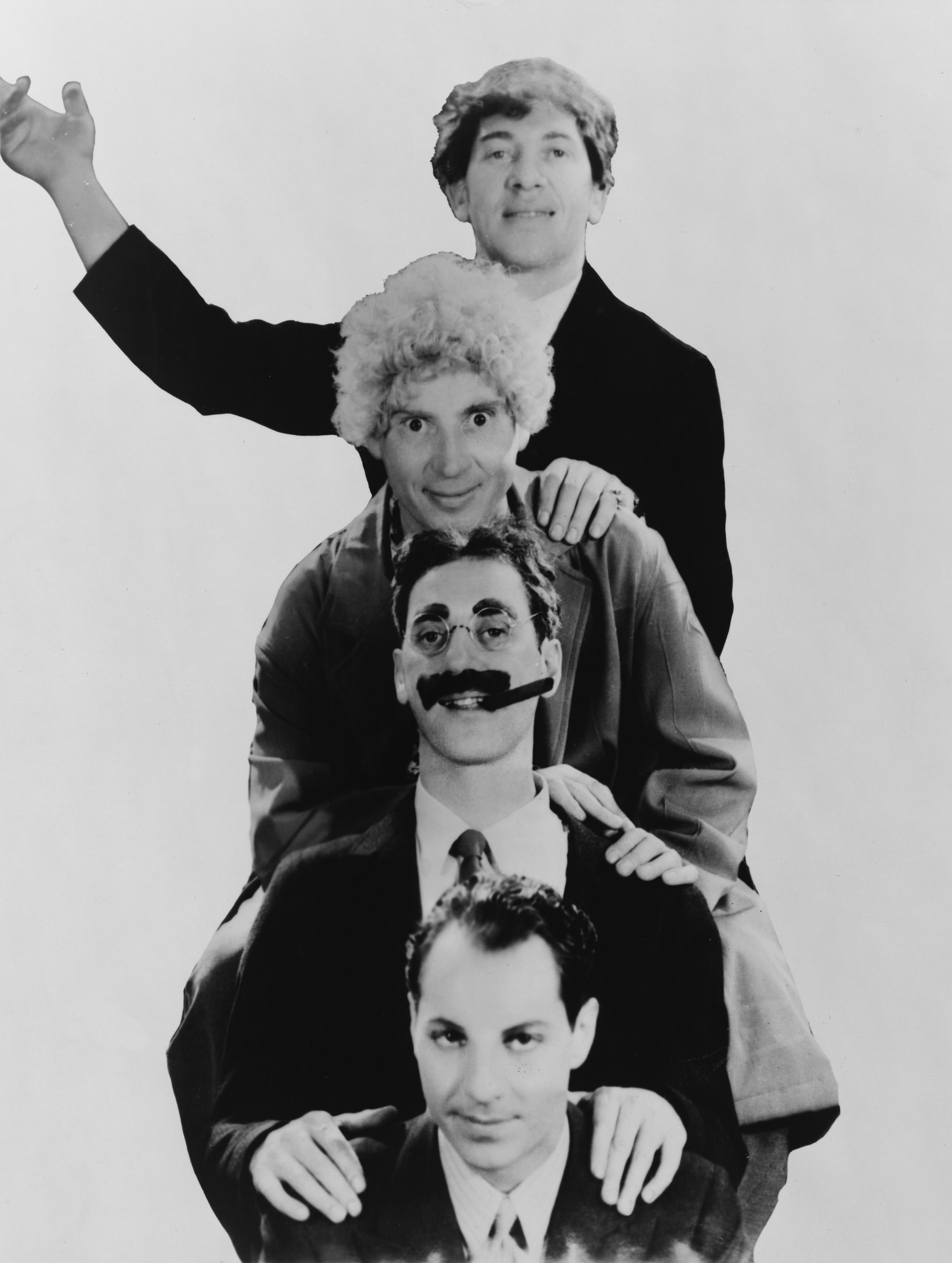
الإخوة ماركس

لقد لاقت الادعاءات حول تأثير الترتيب الوِلادي على الشخصية اهتمامًا واسعًا في مجال البحث العلمي، حيث أشارت نتائج أكبر وأفضل البحوث تصميمًا بأنّ تلك التأثيرات المزعومة تكاد تكون معدومةً  أو شبه معدومة. ويمثل هذا النوع من البحوث تحديًا بالنسبة إلى الباحثين؛ وذلك بسبب صعوبة التحكم بجميع المتغيرات التي ترتبطُ إحصائيًا بالترتيب الوِلادي. الجدير بالذكر أنّ هناك العديد من المتغيرات المرتبطة بالترتيب الوِلادي ومن المحتمل أنْ تُصنف على أنّها متغيرات دخيلة مثل حجم العائلة وغيرها من المتغيرات الاجتماعية والديموغرافية. فعلى سبيل المثال، عادة ما تكون العائلات الكبيرة بمستوى أقل في الحالة الاجتماعيةِ والاقتصاديةِ مقارنة بالعائلات الصغيرة، وبالتالي يمكن القول أنّ الطفل الثالث لا يشير إلى:(الطفل الذي ترتيبه الثالث بين إخوته) فحسب، بل قد يشير إلى أنه أتى من عائلة فقيرة وكبيرة وهذا خلاف ما يمكن قوله حول الأوضاع الأسرية التي أتى منها الطفل البكر، وعليه إذا كان الطفل الثالث يمتلك سمة معينة فإن ذلك قد يُعزى إلى ترتيبه في عائلته أو إلى حجم عائلته أو إلى أي متغير آخر، ونتيجة لذلك فإنّ هناك عددَا كبيرَا من الدراسات المنشورة التي تعد محيرة فيما يتعلق بموضوع الترتيب الوِلادي.
الجدير بالذكر أن الأدبيات التي راجعت عدة دراسات وحاولت التحكم بتلك المتغيرات الدخيلة تميل إلى أنّ هناك تأثيرات ضئيلة ومحدودة فيما يتعلق بالترتيب الوِلادي.و قد قام كل من إرنست وإنجست بمراجعة كل البحث الذي نشر بين عامي 1946 و0 198، فضلًا على ذلك فقد أجريا دراستهما الخاصة على عينة مكونة من 6315 شابًّا من سويسرا، وقد اكتشفا أنه لا يوجد أي تأثير كبير بسبب الترتيب الوِلادي على الشخصية، وبالتالي فإنهما توصلا إلى أنّ البحث الذي أُجري بصدد هذا الموضوع كان «مضيعةً للوقت» حسب تعبيرهما.
وقد تم تحليلُ نتائجِ بحث تم إجراؤه مؤخرًا على عينةٍ وطنيةٍ مكونة من 9664 شخصًا حول عناصر الشخصية الخمسة وهي: الانبساطية والعصابية والمقبولية ويقظة الضمير والانفتاح لكي يتم اختبارها، وعلى خلاف توقعات فرانك سولواي؛ فإنّ النتائج لم تشر إلى أي ترابطٍ واضح بين الترتيب الوِلادي وملامح الشخصية التي عبر عنها المستجيبون. على أي حال يميل بعض الناس لإدراك آثار الترتيب الوِلادي فقط عندما يكونوا واعين بها. وبالرغم من الانتقادات التي وُجٍّهت لفرانك سولواي إلا أن هناك دراسات صغيرة أيدت ادعاءاته، حيث ذكر كلا من بولهوس وزملائه أنّ الأطفال الذين ترتيبهم الوِلادي الأول قد أحرزوا نتائج أعلى في التحفظ، ويقظة الضمير، والتوجه نحو الإنجاز، بينما أحرز الأطفال الذي وٌلدوا لاحقاً نتائجَ أعلى في الانفتاح، والمقبولية، والتمرد.وقد زعم المؤلفون بأن هذه التأثيرات تظهر بشكل جلي في الدراسات التي تُجرى بين العائلات نفسها، أما إذا أجريت المقارنة بين أفرادٍ من عائلاتٍ مختلفة؛ فإنّ النتائجَ عادة ما تكون غير واضحة، ويعود السبب وراء ذلك أنّ التأثيرات الجينية اقوى من تأثيرات الترتيب الوِلادي.
و قد أيدت دراسات حديثة الادعاء الذي يزعم أن الأطفال الوحيدين بين أبويهم ليسوا مختلفين بشكل كبير عن أقرانهم الذين لديهم اشقاء، بل قد وجد العلماء أنهم يشتركون بصفات مشتركة مع الأطفال الذين ترتيبهم الولادي الأول منها يقظة الضمير إضافةً إلى التقرب من والدان.
وقد أشارت جوديث ريتش هاريس في مراجعتها الأدبية للبحث أن تأثيرات الترتيب الوِلادي قد توجد بين العائلات التي من نفس السلالة إلا أنه لا يمكن أن تُعد جوانب ثابتة للشخصية. وقد أشارت جوديث ريتش هاريس إلى أنه عندما يكون الأفراد مع آبائهم وأشقائهم فإنّ أولئك الذين ترتيبهم الولادي الأول يتصرفون بشكل مختلف عن أولئك الذين وُلدوا لاحقًا، وهذا لا يحدث فقط في فترة الطفولة بل وحتى في سن الرشد، إلا أنّ معظم الأفراد لا يقضون فترة الرشد في نفس المنزل الذي قضوا فيه طفولتهم.وقد قدمت هاريس في مراجعتها دليلًا أنّ أنماط التصرفات المكتسبة في منزل الطفولة لا تؤثر على طريقة تصرف الاشخاص خارج المنزل وهذا يحصل حتى خلال فترة الطفولة.وقد استنتجت هاريس أن تأثيرات الترتيب الوِلادي يتكرر ظهورها لأنّ الناس يطيلون البحث عنها، ويحللونها، ويعيدون تحليل بياناتها كي يجدوا ما يرمون إليه.

## الذكاء
لقد توصلت نتائج الدراسات المنشورة القائمة على المنهج الوصفي عن طريق الملاحظة أن الأطفال الذين ترتيبهم الولادي الأول لديهم معدل ذكاء أعلى بقليل من إخوتهم الذين يتلونهم. يعد الوضع الاجتماعي وحجم العائلة  من المتغيرات الدخيلة التي ترتبط بالمتغير المستقل وهو الترتيب الوِلادي وترتبط بالمتغير التابع وهو معدل الذكاء في هذه الدراسة، وبالتالي فإنّ هذه البيانات مرتبطة بكل هذه المتغيرات. الجدير بالذكرأنّ بعض البحوث اتخذت منحى تفسير هذه العلاقة بافتراض أنها حقيقية، في حين اختبرت دراسات أخرى إلى أي مدى هذا التأثير مصطنع وغير حقيقي.
وقد أيد روبرت زاجونك نموذج معامل التأثير الثنائي أو نموذج الالتقاء (بالإنجليزية: Confleunce Model) الذي يفرض أن الطفل البكر يُفرض عليه أن يعيش في جو عائلي أفراده راشدون وأذكياء، وبالتالي فإن هذا يؤثر على شخصية الطفل، ومعدل ذكاؤه نظرًا لتعامله بشكل مباشر دون وسيط مع هؤلاء الراشدون. وهذا يشير إلى ارتفاع مشابه في معدل ذكاء الطفل الثاني الذي وُلد بعد خمس سنوات من الطفل البكر، ويمكن القول بأنّ الأطفال الذين ترتيبهم الولادي الأول «وظيفيين». وقد تنبأت النظرية أيضًا أنّ الطفل البكر يكون أكثر ذكاء من الطفل الوحيد وذلك لأن الطفل الوحيد لن يستفيد من تأثير تعليم الأقران أي تعليم إخوته الصغار وهو الأمر الذي يؤثر إيجابًا على معدل ذكاء الطفل.
وقد وجد كلٌ من بوليت وفالبو في التحليل التخميني أنّ الأطفال الذين ترتيبهم الولادي الأول، والأطفال الوحيدون، والأطفال الذين لديهم شقيق واحد فقط كلهم أحرزوا نتائج أعلى في اختبارات القدرة اللغوية مقارنه بأولئك الذين وُلدوا لاحقًا ، وأولئك الذين لديهم عدة أشقاء، وهذا يدعم ما قيل مسبقًا أن الأطفال الذين عاشوا في أسر صغيرة يكون معدل ذكائهم مرتفع.
وقد أشارت نظرية تناقص الموارد (بالإنجليزية: Resource dilution theory) بأن الاشقاء قد ينقلون الموارد بين بعضهم البعض إلا أن التحليل التخميني لم يجد أي أثر من هذا النوع. إضافة إلى ذلك فإنّ هناك ادعاءات أخرى تم وضعها حول هذا الموضوع، على سبيل المثال، أنّ الأشقاء قد يتنافسون لكسب مودة والديهم وغيرها من الموارد الأسرية سواء المادية أو المعنوية من خلال تحقيق التفوق الأكاديمي مما سيؤدي إلى اثار متضافرة.وذلك فإنّ الادعاء الذي يشير بأنّ الأطفال الذين ترتيبهم الولادي الأول لديهم معدلات ذكاء عالية تم الخلاف عليه.
وقد أشارت بيانات المسح الطولي الوطني للشباب التي تم الحصول عليها من عيناتٍ عشوائيةٍ لعائلات أمريكية يوجد بها أطفال تم مراجعة مستواهم الاكاديمي عدة مرات أنه لا توجد أي علاقة بين الترتيب الوِلادي والذكاء. زيادة على ذلك فإن البيانات التي حُصل عليها من الدراسة الوطنية لنمو الأطفال فشلت في دعم هذه الفرضية.

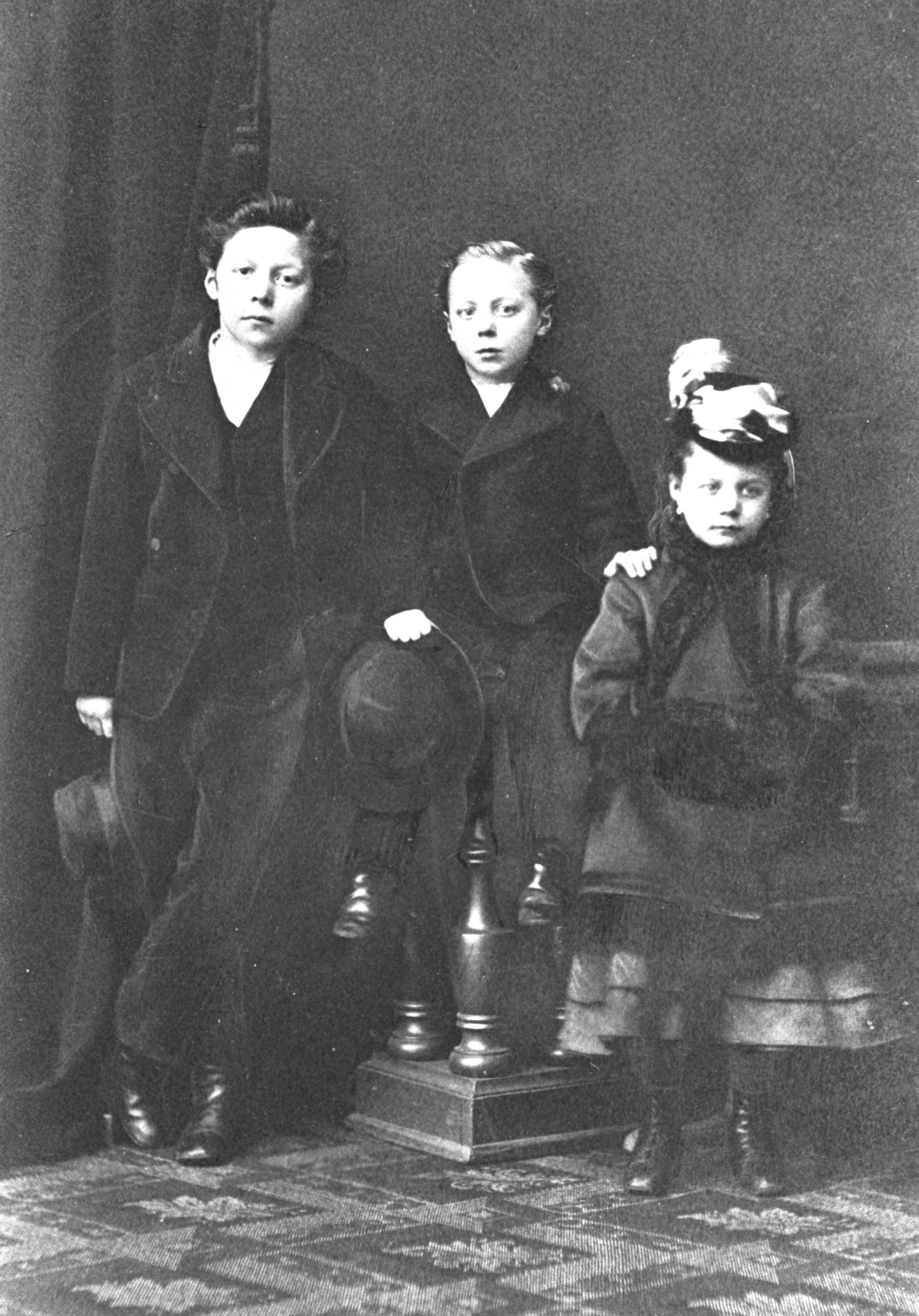
تعود الصورة لثلاثة أشقاء من ثمانينات القرن التاسع عشر الميلادي

## التوجه الجنسي
إنّ تأثير الترتيب الوِلادي الأخوي هو الاسم الذي يُطلق على النظرية التي تنص على أنه كلما كان للطفل إخوة ذكور أكبر منه سنًّا؛ كلما زادت احتمالية أنْ يكون توجهه الجنسي مثلي.وقد قيل أّن تأثير الترتيب الولادي الأخوي يعد أقوى مؤشر يتنبأ بطبيعة التوجه الجنسي، حيث أنه مع وجود أخ أكبر واحد فقط؛ فإن ذلك يزيد من احتمالية أن يصبح الطفل مثلي جنسيا بنسبة 33% ، غير أن واحدة من أكبر الدراسات حتى الآن أشارت إلى أنّ التأثير أقل من ذلك ويحتمل أن يصل إلى 15%.) فضلًا على ذلك فإنّ تأثير الترتيب الولادي الأخوي يوضح أن معدل انتشار المثلية بين الرجال هو واحد لكل سبعة رجال. الجدير بالذكر أنه لا يوجد أي تأثير للتوجه الجنسي لدى النساء، ولا يوجد أي رابط بينه وبين عدد الأخوات الأكبر سنًّا.
وقد أشار إدوار ميلر في كتابه Homosexuality، Birth Order، and Evolution: Toward an Equilibrium Reproductive Economics of Homosexuality، أن تأثير الترتيب الولادي على المثلية الجنسية قد يكون نتيجة لآلية متطورة يمكنها أن تبدل شخصية الأطفال الذين وُلدوا لاحقًا من الغيرية الجنسية إلى المثلية الجنسية ، ووفقا لأدلر فإن هذا كان سيترتب عليه بأنْ يقلل احتمالية بأنْ يتنافس هؤلاء الأولاد في تنافسات غير مجدية مع بعضهم البعض.
إضافة إلى ذلك، قد تكون نظرية التطور دعمت بعض الآليات البيولوجية التي تحفز الوالدين كي يمارسوا ضغطًا من النوع «الإيجابي» على أبنائهم الخدج ليشجعوهم على السلوك الجنسي الغيري، أي كلما أظهر الأطفال تصرفات تدل على برائتهم وطفولتهم كلما أكد ذلك على وجود جينات والديهم، وكلما قلت بشكل ملحوظ فوائد تشجيع الاولاد على السلوك الغيري الجنسي مناهضة للمخاطر النفسية التي تفرضها البيئة الغيرية الجنسية على الطفل المعرض بأن يكون مثلي جنسيا.
ومؤخرا تم اكتشاف أنّ أثر الترتيب الولادي على التوجه الجنسي للذكور يمكن أنْ يُعزى إلى حالة بيولوجية خاصة جدًّا، وهي أنه كلما أنجبت الأم ذكورا كلما زادت نسبة أن يتطور عند أبناءها حصانة ضد خصائص الرجال، ومن ثم تؤدي هذه الحصانة إلى التأثير على الدماغ في الجزء الخاص بالتصرف الجنسي. إلا أنّ هذا التأثير البيولوجي واضح فقط بالنسبة للرجال الذين يستخدمون اليد اليمنى أي عدد الاخوة الذكور الأكبر منه سنًّا لم يثبت له أي تأثير على التوجه الجنسي للإخوة الذكور الأصغر سنا إذا كانوا يستخدمون اليد اليسرى؛ مما جعل الباحثين يأخذوا بعين الاعتبار ما إذا كانت الجينات الجنسية وجينات استخدام اليد (اليمنى أو اليسرى) متعلقات ببعضها البعض إلى حد ما.
لم تتمكن كل الدراسات حتى الكبيرة منها والمستخدم فيها عينات وطنية لتكرار تأثير الترتيب الولادي الأخوي لمعرفة صحتها من عدمها، والبعض منها لم يتمكن من إيجاد أي فرق إحصائي بالنسبة لتشكيل الذكور في العائلة سواء للرجل للمثلي جنسيا أو للرجل السوي، وهذا شمل، الدراسة الطولية الوطنية لصحة المراهقين إلى البالغين، التي تعد أكبر دراسة أمريكية مرتبطة بياناتها بهذا الموضوع. زيادة على ذلك فإنّ دراسة واحدة على الأقل حول الارتباطات العائلية التي أتت من زواج شخصين من نفس الجنس شملت مليوني شخص دينماركي وجدت أن الرجال الذين لديهم شقيق واحد فقط وفي نفس الوقت تزوجوا من نفس جنسهم كان لديهم أخوات أكبر منهم سنًّا وليس إخوة ذكور!